# 峡山站
峡山站，旧称昌邑站、丈岭站。是一个位于胶济线和胶济客运专线上的铁路车站，位于山东省潍坊市坊子区太保庄街道丈岭，建于1902年，后一度废弃，2002年重新启用，2008年实现客货分线运输，目前为四等站，邮政编码为261319。目前客运：不办理旅客乘降，仅办理普速列车待避动车组列车；货运：办理整车货物发到；危险货物仅办理农药、化肥发到。
2018年6月21日，中国铁路总公司关于部分车站命名和更名的通知（铁总客电[2018]74号），自2018年9月1日起，济南局集团公司昌邑站更名为峡山站。2019年峡山区和济南局集团达成协议，计划新建车站站房并开通客运。新站房为一层、局部二层，建筑面积8000平方米，站房外形采用波浪形图案。